# Via ferrata
Via ferrata (z wł. dosł. droga okuta) – szlak turystyczny wyposażony dla celów autoasekuracji w linę stalową. W języku polskim czasami określana jako żelazna perć. Via ferraty są popularne w wielu europejskich państwach, m.in. we Włoszech (szczególnie w Dolomitach), Niemczech, Francji, Austrii, Słowenii, Szwajcarii i Hiszpanii. Wiele via ferrat zbudowano w Dolomitach podczas I wojny światowej w czasie walk między Królestwem Włoch a Austro-Węgrami, w celu ułatwienia przemieszczania się żołnierzy.

## Działanie asekuracji navia ferrata
Główną różnicą między asekuracją na via ferracie i we wspinaczce jest współczynnik odpadnięcia, który podczas wspinaczki nie przekracza 2, zaś na via ferracie może być znacznie wyższy. Dzieje się tak, gdyż krótki i stały odcinek liny pomiędzy uprzężą a karabinkiem może być znacznie krótszy od długości lotu, zależnej od odległości pomiędzy kolejnymi punktami zamocowania liny asekuracyjnej. Ludzkie ciało, podobnie jak wiele elementów sprzętu wspinaczkowego, nie jest w stanie wytrzymać tak wysokich współczynników odpadnięcia, powstało więc wiele urządzeń działających jako absorbery energii czy stopniowe hamulce. Ich celem jest rozproszenie energii działającej na ciało w taki sposób, by zmniejszyć działające siły do wartości uznawanych za bezpieczne. Via ferraty postrzegane są jako znacznie bezpieczniejsze niż wspinaczka klasyczna, jednak podczas odpadnięcia z uwagi na wysoki współczynnik odpadnięcia, jak i wystające stopnie, rumowiska itp., istnieje ryzyko kontuzji.

## Sprzęt

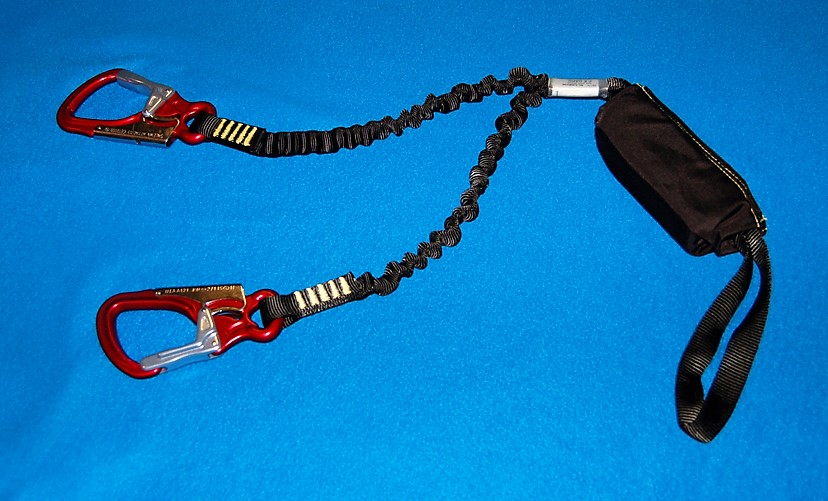
Lonża z absorberem energii

Sprzęt niezbędny do asekuracji na via ferracie to: uprząż wspinaczkowa i lonża koniecznie z absorberem energii. Zaleca się używanie również kasku. Przydatny też jest jeden ekspres. Zestawy do via ferraty dostępne w handlu są zazwyczaj projektowane na osoby dorosłe. Dzieci powinny posiadać pełną uprząż oraz absorber energii odpowiedni do ich masy. Mogą też być asekurowane przez inną osobę.
Korzystający z via ferraty nie potrzebuje własnej liny wspinaczkowej ani stosowanych we wspinaczce przyrządów asekuracyjnych, chociaż zaleca się ich użycie na bardzo trudnych via ferratach lub do asekuracji dzieci.

## Szlaki i trudności
W Polsce jedyna via ferrata znajduje się w województwie dolnośląskim w Kruczych Skałach w Szklarskiej Porębie.
Podobny do via ferraty charakter ma Orla Perć w Tatrach Wysokich, jednak nie jest ona przystosowana do używania na niej klasycznego sprzętu przeznaczonego do autoasekuracji na via ferracie.
We Włoszech dodatkową atrakcją tras są wykute w skale bunkry i tunele z czasów I wojny światowej, służące kiedyś do szybszego przemarszu wojsk na linie frontu.
Ferraty mają różne trudności, najczęściej spotykaną skalą ich opisu jest skala literowa od A (najłatwiejsza) do G (najtrudniejsza), skupiająca się wyłącznie na trudnościach technicznych:
- Ferrata o trudnościach A to łatwa ferrata, mogąca służyć za szkoleniową, przez osoby doświadczone często przechodzona bez asekuracji.
- Ferraty o trudnościach D to ferraty bardzo trudne, odradzane początkującym, często zawierające krótkie odcinki lekko przewieszone.
- Ferraty E to ferraty ekstremalnie trudne, zawierające odcinki mocno przewieszone, których spora część turystów nie jest w stanie przejść.
- Ferraty o trudnościach F i G pojawiły się dopiero w drugiej dekadzie XXI wieku i są to ferraty sportowe wyjątkowo trudne, których zdecydowana większość turystów nie jest w stanie pokonać.

Inną skalą jest trzystopniowa skala (1 – łatwa, 2 – średnia, 3 – trudna) opisująca całkowitą trudność ferraty, biorąca pod uwagę cztery parametry – trudności techniczne (m.in. urzeźbienie, przewieszenia), trudności kondycyjne (suma podejść, długość całej trasy), zagrożenia obiektywne (kruchość terenu, zagrożenie lawinowe, szczeliny lodowcowe), trudności psychiczne (ekspozycje na trasie).
| Porównanie | Porównanie | Porównanie | Porównanie          |
| Schall     | Hüsler     | Francja    | Opis                |
| ---------- | ---------- | ---------- | ------------------- |
| A          | K1         | F          | niezbyt trudne      |
| B          | K2 (K3)    | PD         | średnio trudne      |
| C          | K3 (K4)    | AD (D)     | trudne              |
| D          | K4 (K5)    | D / TD     | bardzo trudne       |
| E          | (K5) K6    | ED         | ekstremalnie trudne |

## Galeria

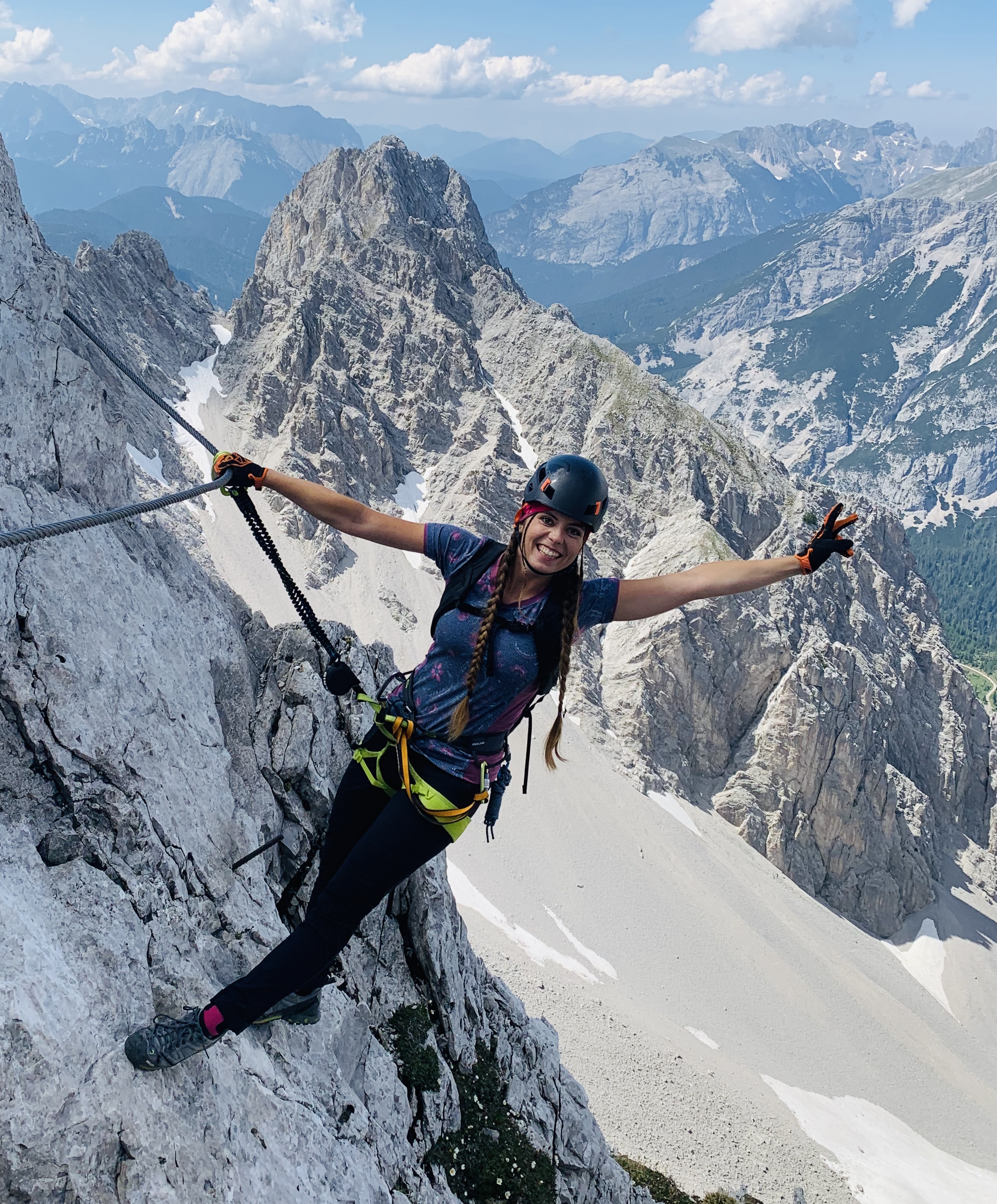
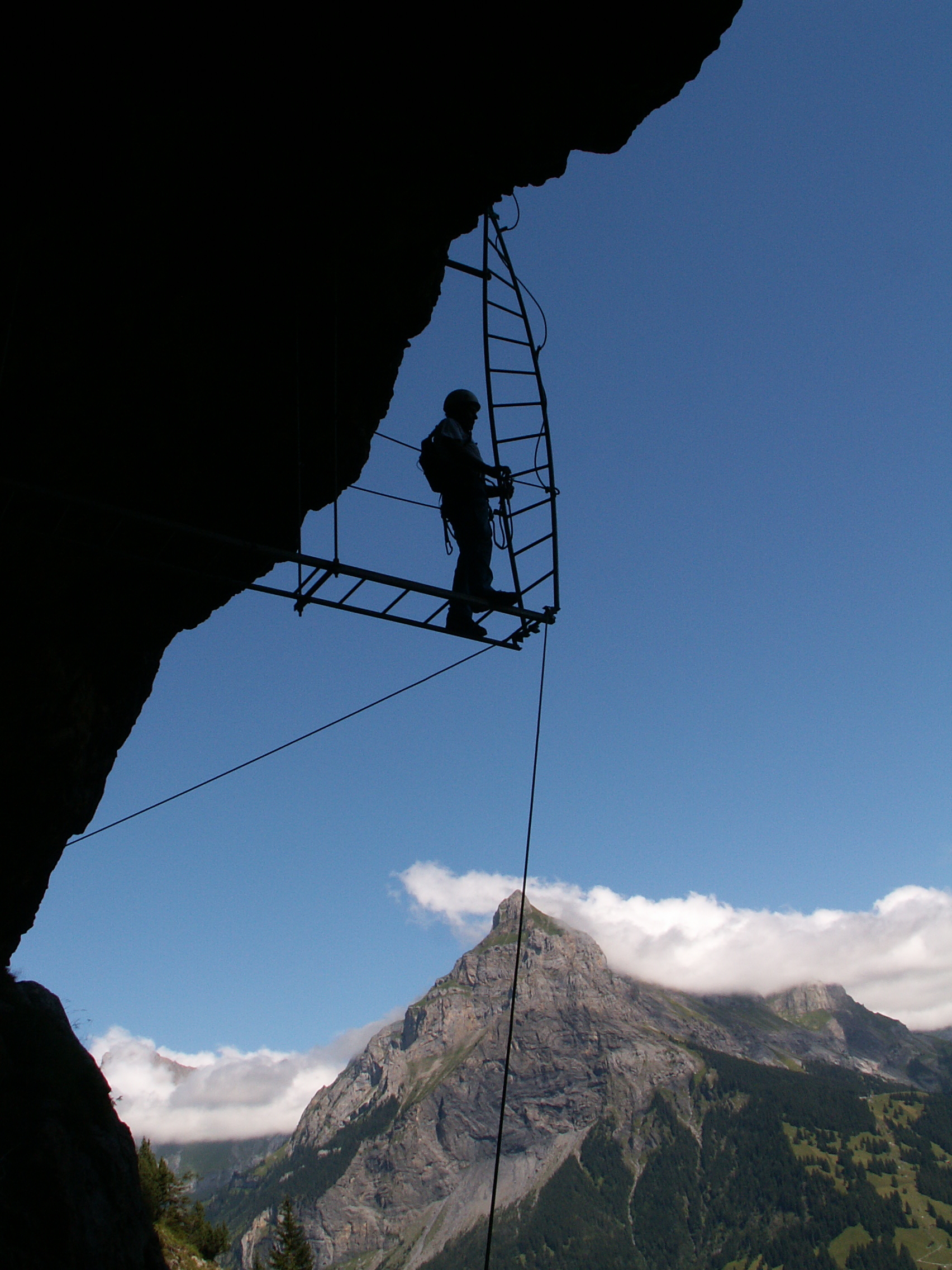
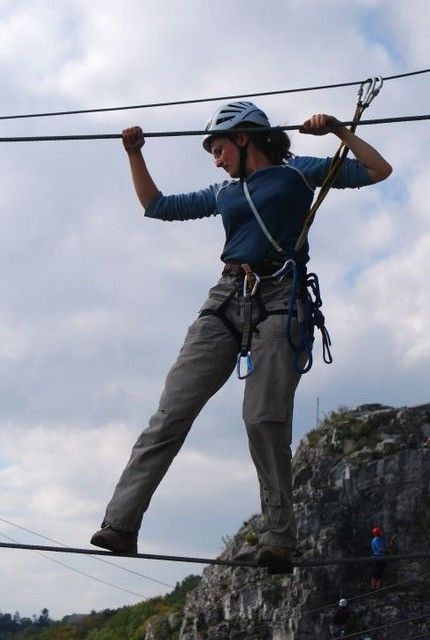
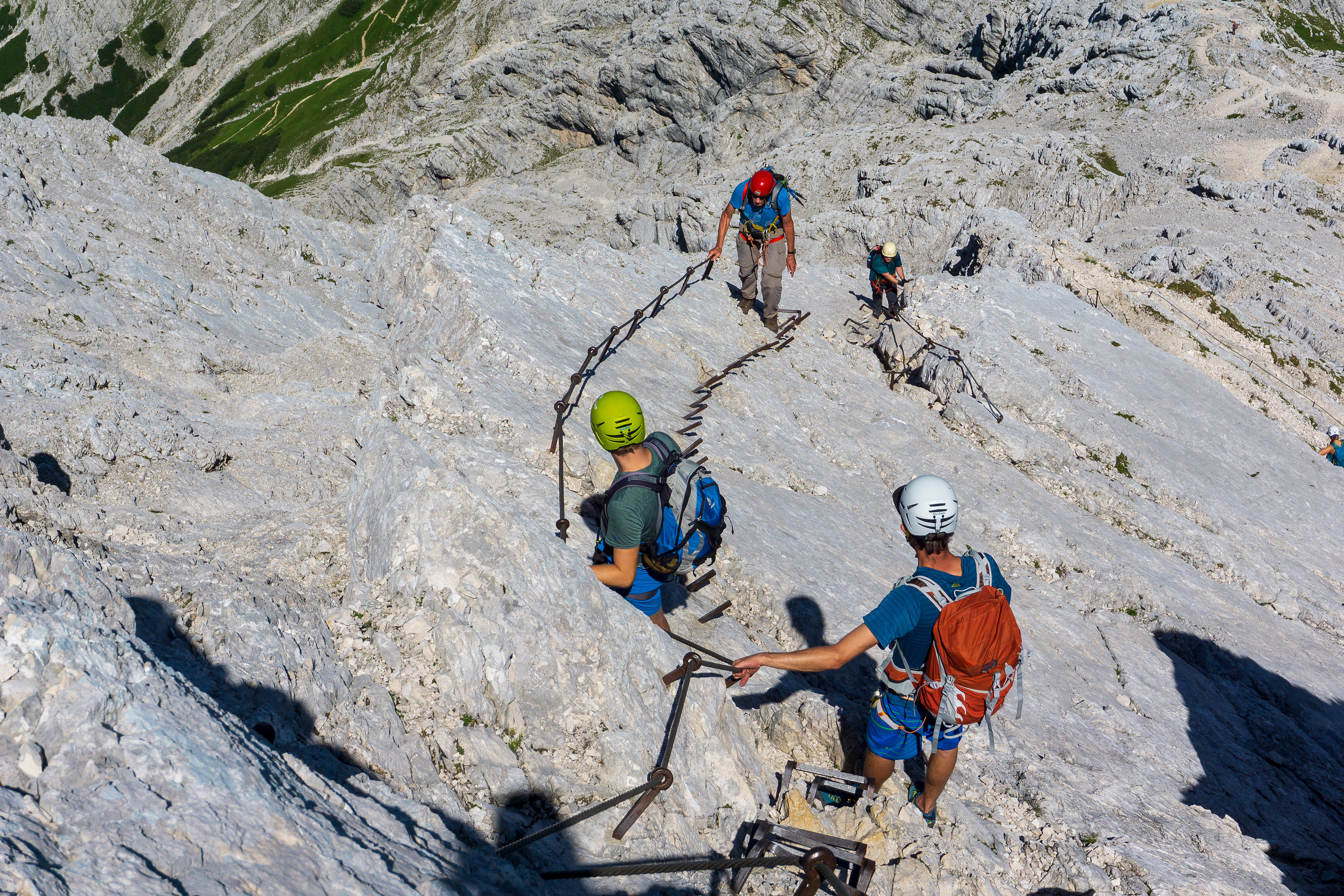
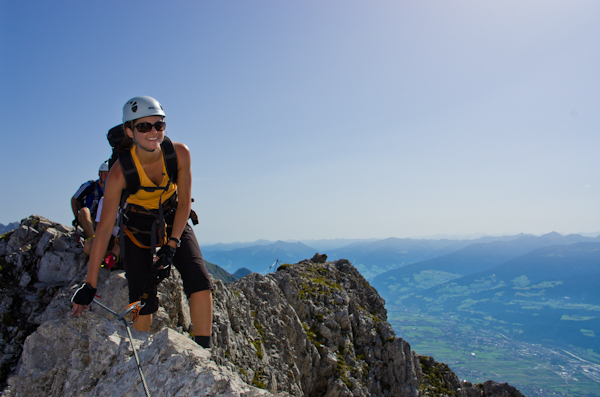
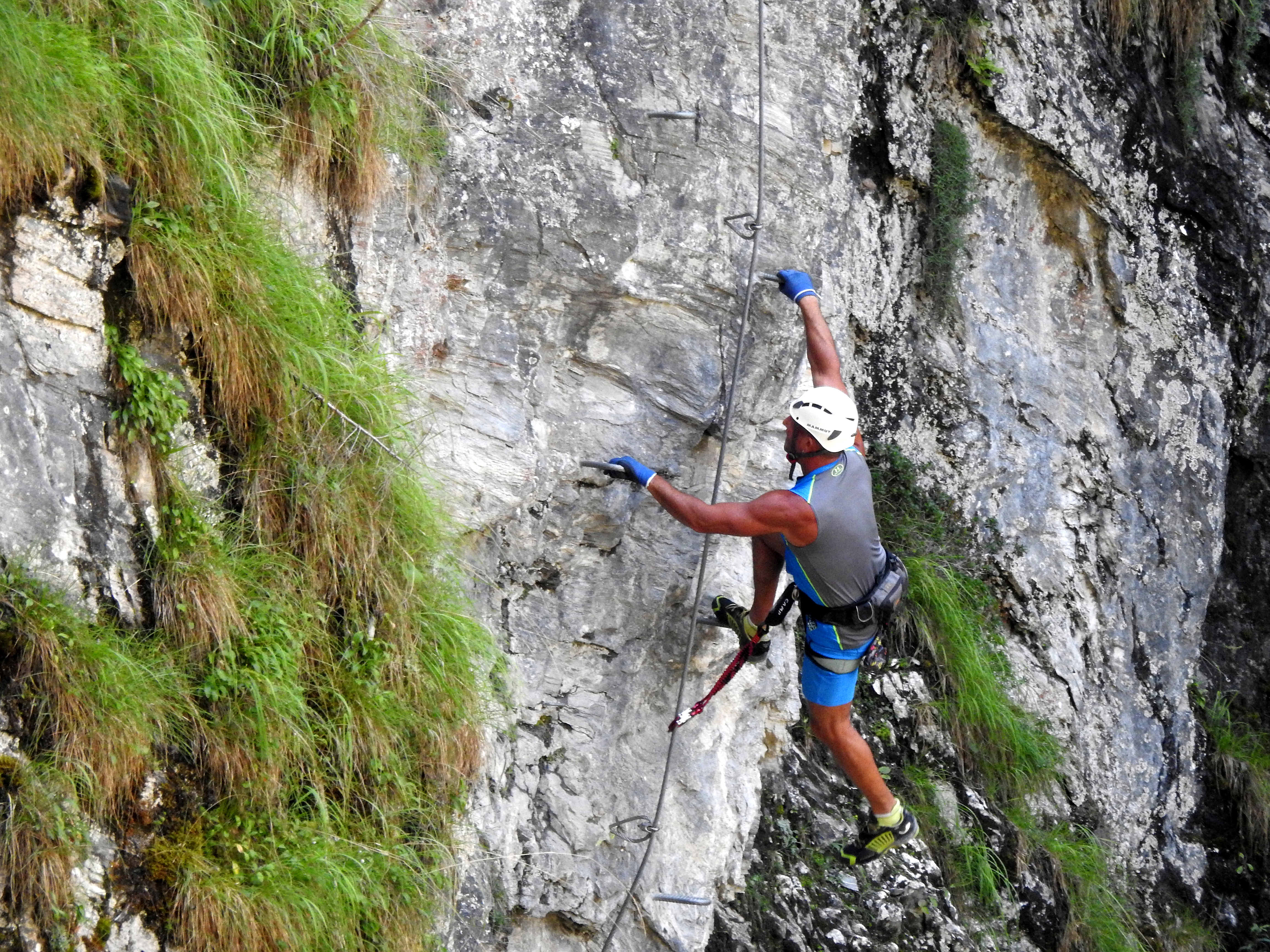
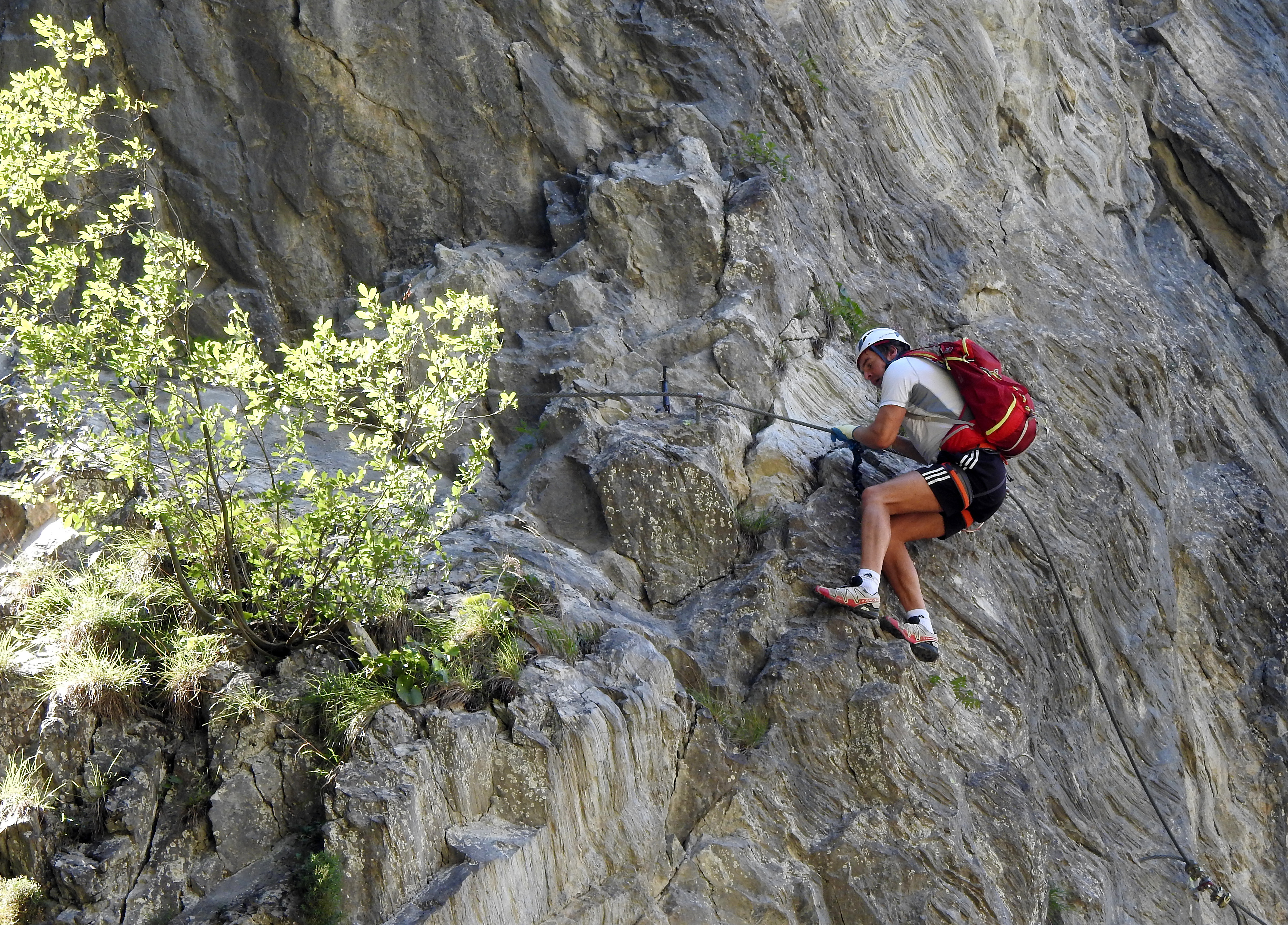
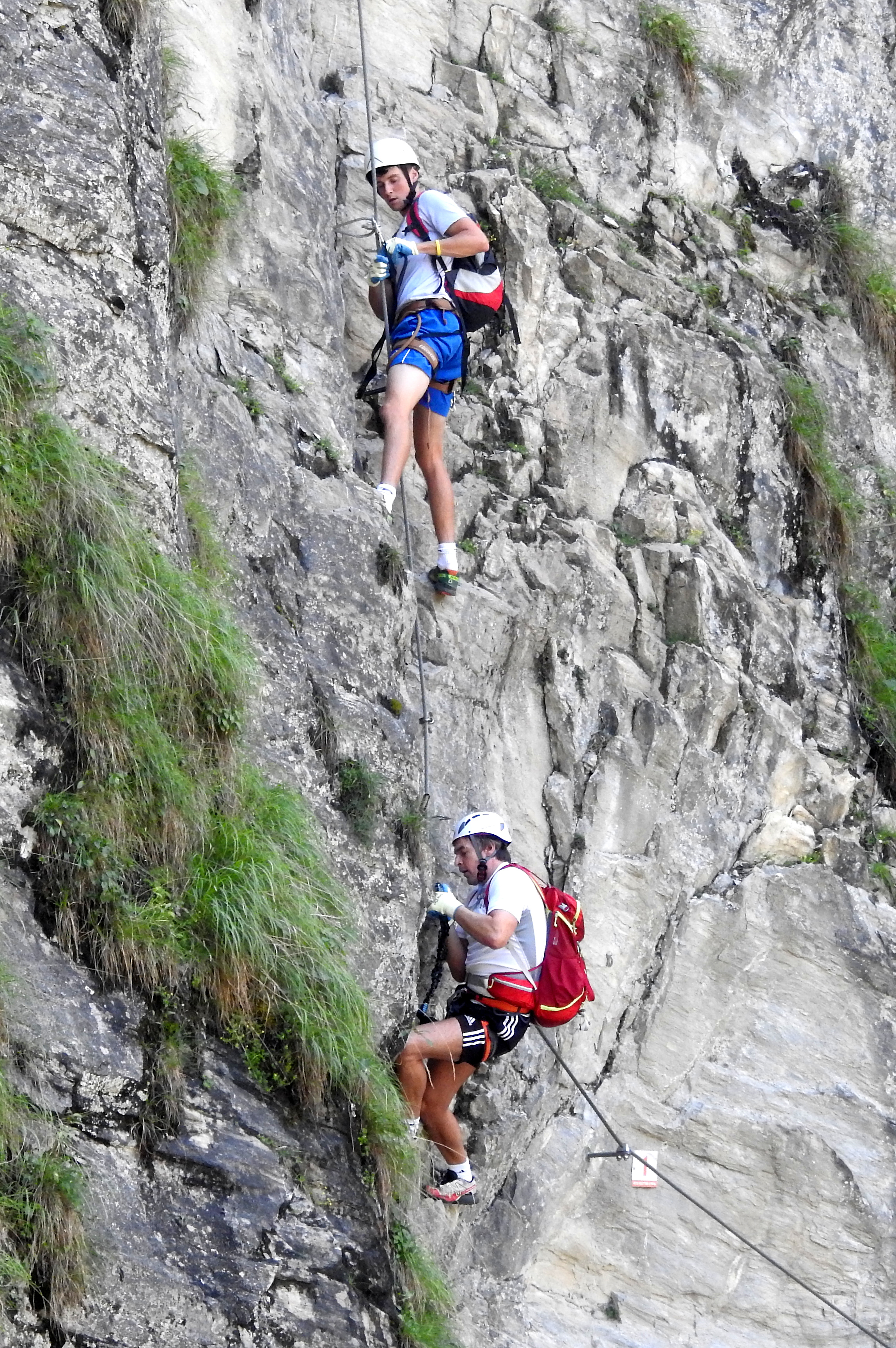
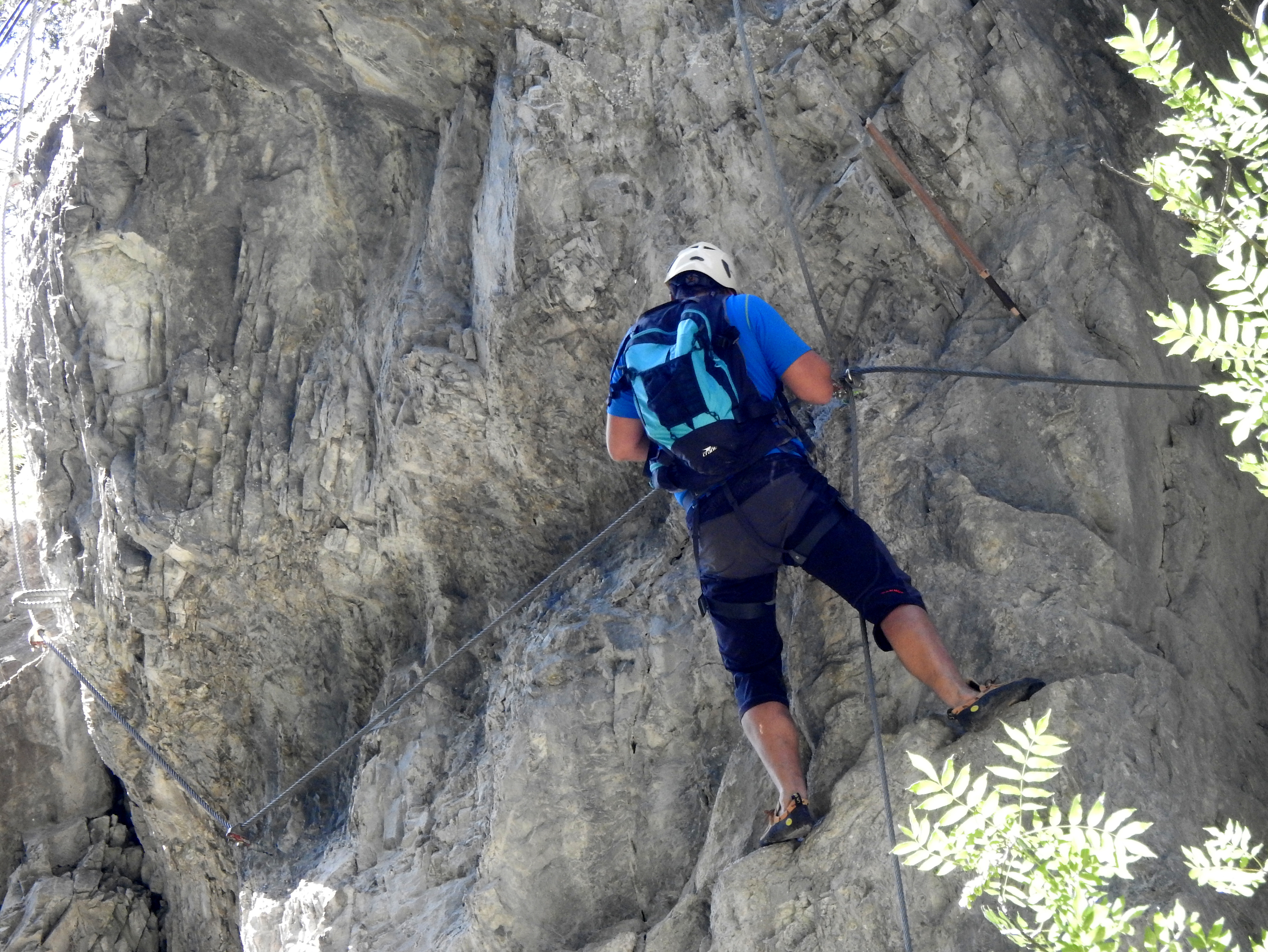
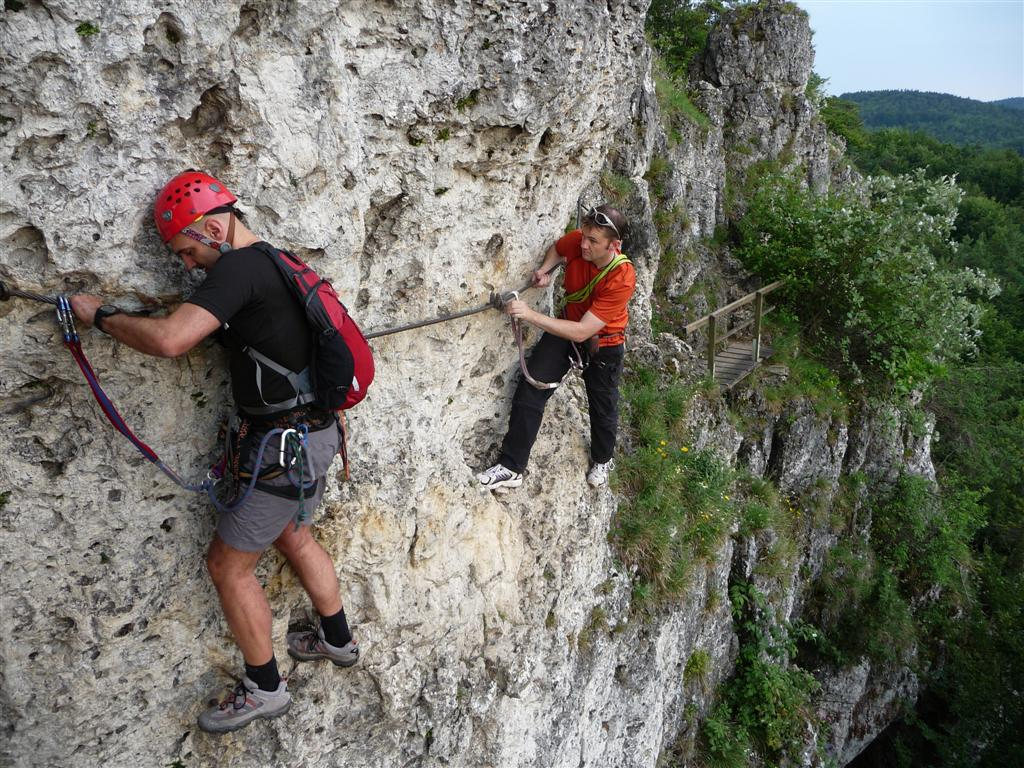